# (3972) Richard
(3972) Richard (1981 JD3) – planetoida z pasa głównego asteroid okrążająca Słońce w ciągu 3,19 lat w średniej odległości 2,16 j.a. Odkryta 6 maja 1981 roku.